# Eugenia baileyi
Eugenia baileyi är en myrtenväxtart som beskrevs av Nathaniel Lord Britton. Eugenia baileyi ingår i släktet Eugenia och familjen myrtenväxter. Inga underarter finns listade i Catalogue of Life.